# Фрідріх-Казимир Кеттлер
Фрі́дріх-Казими́р фон Ке́ттлер (нім. Friedrich Kasimir von Kettler; 6 липня 1650 — 22 січня 1698) — герцог Курляндії і Семигалії (1682 — 1698). Імперський князь. Представник німецької династії Кеттлерів. Народився в Мітаві, Семигалія. Син курляндського герцога Якова Кеттлера і бранденбурзької маркграфині Луїзи-Шарлотти.  Виховувався при дворі свого дядька, бранденбурзького маркграфа Фрідріха-Вільгельма. Брав участь у французько-голландській війні (1673—1674) на боці Голландії та Бранденбургу. Очолив герцогство після смерті батька (1682). Склав васальну присягу на вірність Речі Посполитій (1683). Виснажив скарбницю через пристрасть до розкошів і розваг, спричинив економічний занепад власної держави. Перебував у постійному конфлікті з місцевим лицарством. Допомагав полякам у польсько-турецькій війні (1685). Напередодні Великої північної війни уклав із московським царем Петром І династичний союз, скерований проти Швеції (1697), і фатальний для майбутнього Курляндії. Одружувався двічі: із нассау-зігенською графинею Софією-Амалією (1675) і своєю кузиною, бранденбурзькою маркграфинею Єлизаветою-Софією (1691). Помер у Мітаві, похований у Мітавському палаці. Його спадкоємцем став син від другого шлюбу, 5-річний Фрідріх-Вільгельм.

## Імена
- Фрі́дріх-Казими́р Ке́ттлер (нім. Friedrich Kasimir Kettler, латис. Frīdrihs Kazimirs Ketlers, пол. Fryderyk Kazimierz Kettler; лат. Fridericus Casimirus) — з родовим прізвищем[7].
- Фрі́дріх-Казими́р фон Ке́ттлер (нім. Friedrich Kasimir von Kettler) — з родовим прізвищем.
- Фрі́дріх ІІ Казими́р  (нім. Friedrich II. Kasimir) — за номером правителя; другий з таким іменем після свого двоюрідного діда Фрідріха І.
- Фрі́дріх ІІ Курля́ндський (нім. Friedrich II. von Kurland) — за номером правителя і короткою назвою країни.
- Фрі́дріх ІІ Курля́ндський і Семига́льський (нім. Friedrich II. von Kurland und Semgallen) — за номером правителя і повною назвою країни.

## Біографія

### Молоді роки

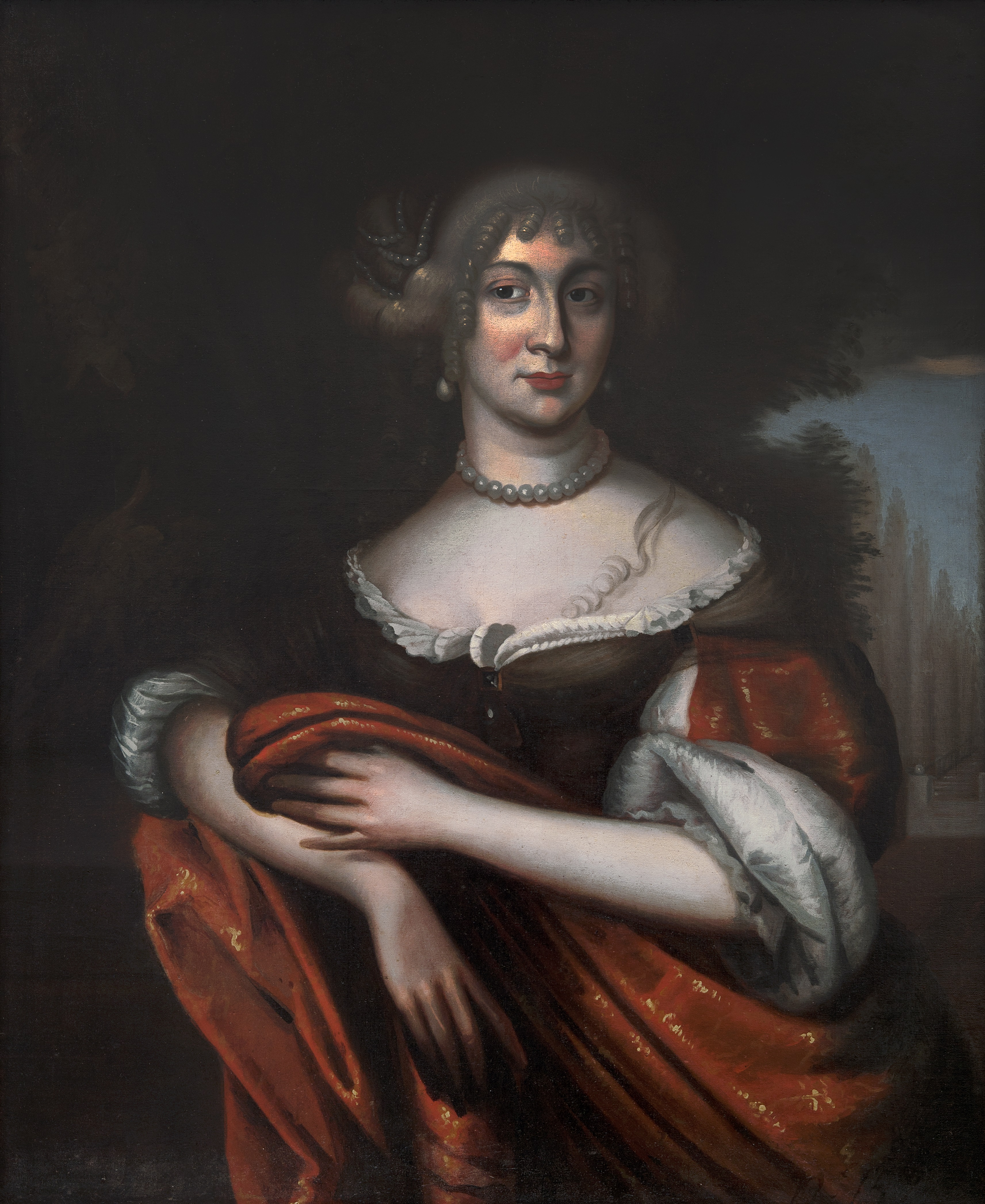
Софія-Амелія, перша дружина Фрідріха-Казимира

Фрідріх-Казимир народився 6 липня 1650 року в Мітаві, в родині курляндського герцога Якова Кеттлера та його дружини, бранденбурзької маркграфині Луїзи-Шарлотти Гогенцоллерн. Новонароджений був найстаршим сином подружжя.
1658 року, під час польсько-шведської війни, шведи захопили Мітаву і полонили герцога Якова разом із родиною. В листопаді полонених перевели до Риги, а влітку 1659 року відвезли до Івангорода. Фрідріх-Казимир провів там під арештом цілий рік. 
Після підписання Олівського миру в 1660 році герцог Яків і члени його родини отримали свободу. 7 липня вони повернувся до звільненого герцогства і тимчасово оселилися в Гробіні. Звідти герцогиня Луїза-Шарлотта вирушила до Берліна брати участь у поділі спадку своєї покійної матері
Фрідріха-Казимира виховували у Берліні, при дворі його дядька, бранденбурзького маркграфа Фрідріха-Вільгельма. Хлопець вчився юриспруденції та державному управлінню в Ерлангенському університеті. Згідно зі звітами наставника Ганса-Генріха Флеммінга курляндський принц мав деякі таланти до навчання, але був поверховим, слабовольним і нерішучим юнаком. Оскільки особливих успіхів у науках не спостерігалося, хлопця відправили подорожувати європейськими дворами. Завдяки цьому він вивчив декілька іноземних мов.

#### Військова служба
Під час тривалого перебування у Франції Фрідріх-Казимир дуже сильно захопився французькою придворною культурою і ледь не навернувся до католицизму. Його вихователям здавалося, що він і справді прийняв нову віру таємно. Аби врятувати принца від віровідступництва і французького впливу, бранденбурзький маркграф Фрідріх-Вільгельм, відправив його в 1672 році на військову службу до протестантської Голландії. 
Протягом 1672—1674 років Фрідріх-Казимир командував курляндським кавалерійським полком у французько-голландській війні. До його почту входив Франц Лефорт, один із майбутніх реформаторів Московії. На голландські гроші принц додатково найняв у Курляндії ще три полки добровольців під командуванням Шедля, які вирушили з Лібави на кораблі «Яків» до Голландії. 
Фрідріх-Казимир відзначився у ряді боїв проти французів, але через санкції, які французький король Людовик XIV наклав на герцогство Курляндії та Семигалії, а також протести польського сейму, був змушений полишити театр бойових дій зі своїми військами. Принц тривалий час мешкав Німеччині, не повертаючись додому.

#### Перший шлюб
15 (25) жовтня 1675 року Фрідріх-Казимир одружився в Гаазі із графинею Софією-Амалією, донькою нассау-зігенського графа Генріха. За іншими даними весілля відбулося 5 жовтня 1675 року, або у вересні 1678 року в Мітаві. У цьому шлюбі Софія народила сина і 4 доньки. 
Після одруження Фрідріх-Казимир став допомагати батькові Якову в управлінні Курляндсько-Семигальським герцогством. За батьківським заповітом від 1677 року він отримав маєтки і рудник у Бранденбурзі, а також інші доходи, переважно з торгівлі із данськими володіннями в Норвегії та Ісландії.

### Герцог

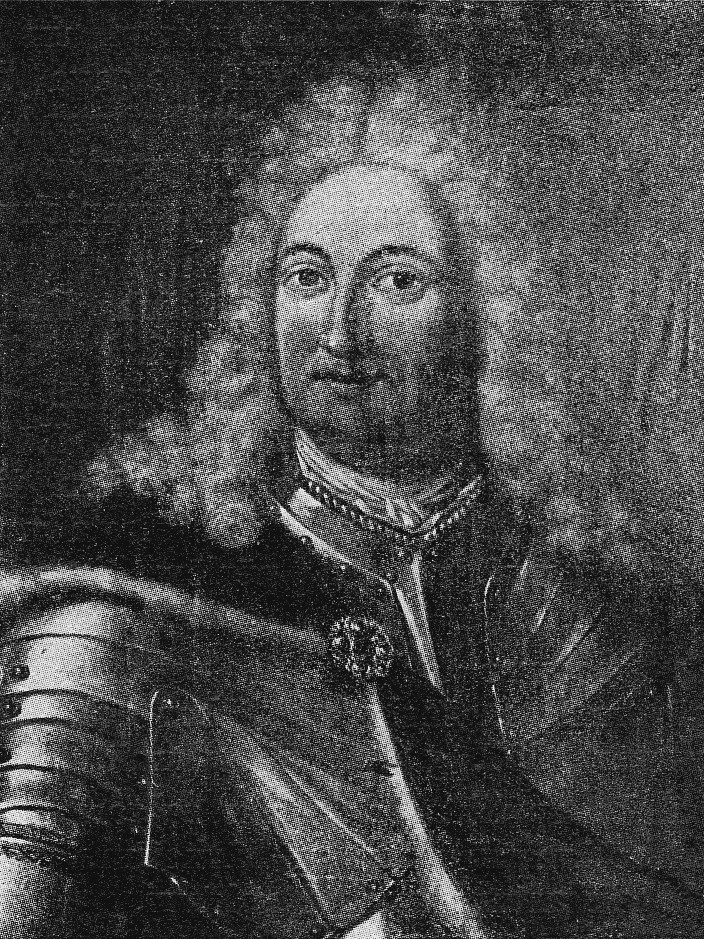
Портрет Фрідріха-Казимира

#### Інвеститура
1 січня 1682 року, після смерті герцога-батька Якова, Фрідріх-Казимир очолив Курляндію та Семигалію. 
18 березня 1683 року він отримав інвеституру від Речі Посполитої у Варшаві, склавши васальну присягу на вірність польському королю Яну III. Церемонія відбувалася за посередництва курляндського посла, барона Генріха Путткамера, а також ландмаршала Дітріха Альтенбокума, в присутності братів нового герцога —  Фердинанда і Олександра.
Головною проблемою для Фрідріха-Казимира стало питання спадщини його братів Фердинанда і Олександра, які вимагали справедливого поділу землеволодінь покійного батька. За втручання короля Яна ІІІ і Речі Посполитої герцог викупив частку братів за величезну суму — 200 тисяч таллерів. Внаслідок цього усе герцогство опинилося у великій фінансовій скруті.

#### Фінасова криза
Фрідріх-Казимир не мав видатних управлінських здібностей батька. Він намагався підтримувати промисловість і розвивати торгівлю, але йому бракувало системності і наполегливості. Погана організація господарства й високі податки не приносили бажаного прибутку, тому герцог став закладати лихварям майно або продавати іноземцям мануфактури і підприємства, засновані його ж батьком. Відбулося знецінення монети, що поглибило економічну кризу.
За правління Фрідріха-Казимира розквітло військове найманство задля поповнення державної скарбниці. Так, 1682 року він уклав із данським королем Крістіаном V угоду про постачання 1,2 тисяч курляндських вояків до Данії в обмін на золото. Подібні угоди існували з Бранденбургом, Голландією, Швецією, Священною Римською імперією. 
На відміну від своїх попередників, Фрідріх-Казимир скеровував гроші не на великі політичні проекти, а на розкоші. Він хотів перетворити Мітаву на Версаль: часто проводив пишні бали і бенкети, соколині лови і військові паради; утримував французькі оркестри, італійську оперу, придворну капелу, мисливський відділ, велику конюшню, а також потішну гвардію із 66 кінних лейб-гвардійців, 95 піхотинців і 70 драгунів. Крім цього, щедрий, але марнославний герцог фундував великі сади і парки за французьким взірцем. 
Наслідки такого господарювання позначилися на репутації герцогства і Фрідріха-Казимира. Курляндське лицарство, яке корилося волі його батька-будівника, перестало слухатися герцога-гультяя. Деякі поміщики відмовлялися складати присягу на вірність новій владі. Загравання Фрідріха з міщанством, зривання ландтагів і скуповування шляхетського землеволодіння налаштувало проти нього більшість лицарів. Деякі з них скаржилася польській короні про недієздатність Фрідріха-Казимира, вимагаючи його відставки.

#### Турецька війна
1683 року спалахнула Велика турецька війна, а з нею — польсько-турецька. Як васал польської корони Фрідріх-Казимир був змушений взяти у ній участь. Податковий тягар на населення герцогства збільшився. 
1685 року Фрідріх-Казимир особисто очолив контингент курляндських військ і прибув у розпорядження гетьмана Станіслава Яблоновського. Разом із поляками та русинами курляндці ходили походом на Буковину, але особливих звитяг не здобули. 
Поряд з цим Фрідріх-Казимир готувався до майбутнього зіткнення зі Швецією у Великій Північній війні. Міждержавна торгівля на Балтиці, що була найважливішим джерелом доходу герцогства, стала занепадати.

#### Релігійна політика
За правління Фрідріха-Казимира загострилося релігійне протистояння між лютеранами і католиками в Курляндії та Семигалії. Нехтуючи обуренням місцевої громади, герцог дозволив єзуїтам збудували резиденцію у Мітаві. Ландтаг критикував Фрідріха за небажання захищати лютеранську церкву, а також за потурання небезпечній ситуації в Пільтені — на нього претендував католицький лівонський єпископ Миколай Поплавський, який від 1685 року з дозволу короля Яна III титулувався єпископом Пільтенським. 
1685 року герцог уклав із Пільтеном договір, пішовши назустріч місцевому лицарству. Він прагнув зламати опір опозиційної партії, що мала підтримку в Польщі.
Тим не менш, Фрідріх-Казимир, який з юності симпатизував католикам, не бажав виконувати своїх обов'язків захисника лютеранства. Лише після смерті герцога та закінчення Великої Північної війни активність католицьких місіонерів у Курляндії різко зменшилася.

#### Другий шлюб

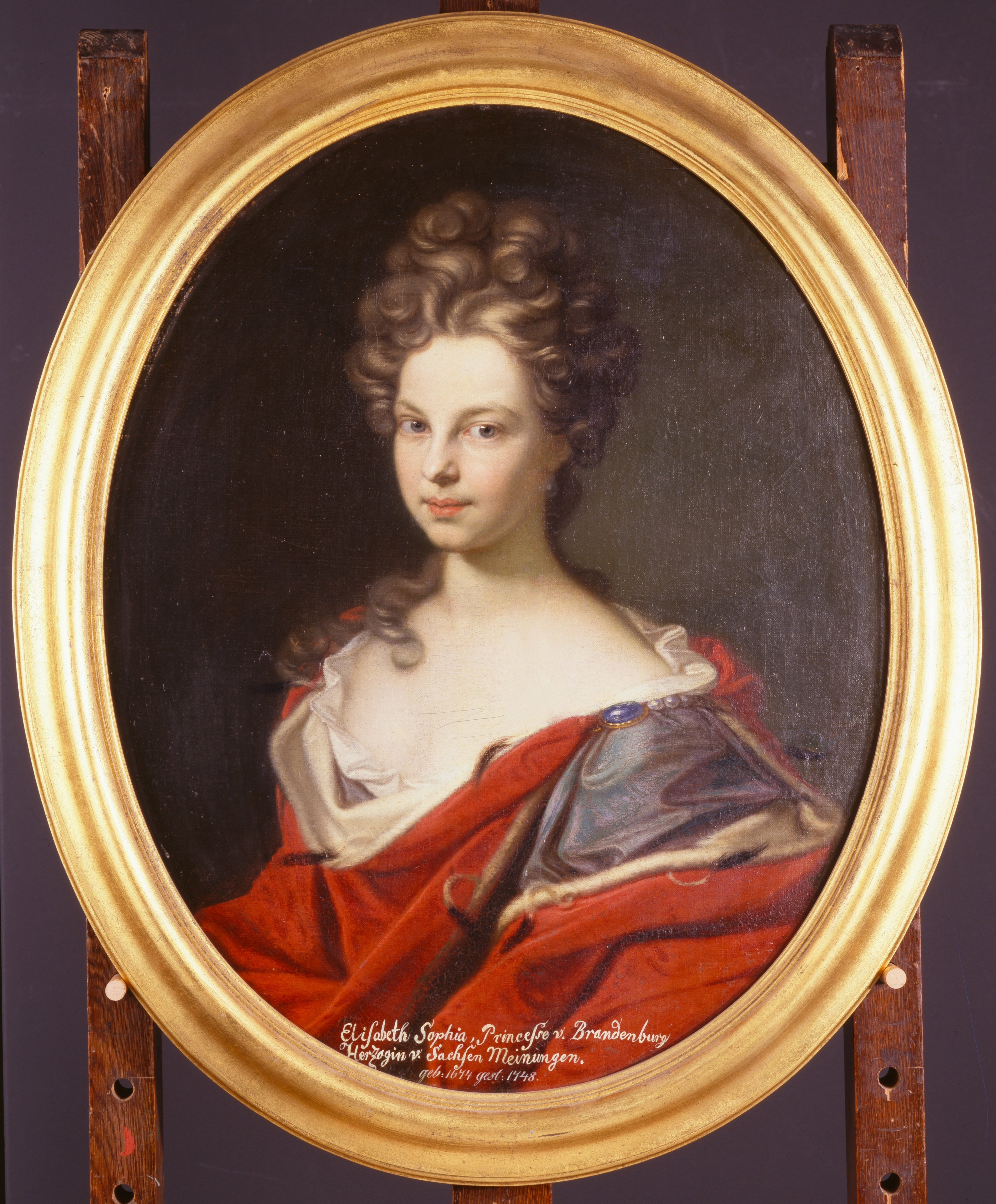
Єлизавета-Софія, друга дружина Фрідріха-Казимира

1688 року Фрідріх-Казимир втратив дружину Софію-Амелію. Аби розвіятися, він вирушив у подорож по Німеччині, яка тривала аж три роки і спустошила державну скарбницю. 
Герцог двічі відвідав Карлсбад, а також побував у Гаазі, де зустрічався із Вільгельмом ІІІ Оранським. 14 січня 1690 року, перебуваючи у Відні, Фрідріх-Казимир отримав від імператора Священної римської імперії омріяний спадковий титул «ясновельможного» як подяку за постачання курляндських солдатів. Це звертання стало доповненням до титулу імперського князя, який отримав його батько для себе і своїх нащадків ще 1654 року. 
Невдовзі після цього, 29 квітня 1691 року у Берліні Фрідріх-Казимир одружився зі своєю кузиною, Єлизаветою-Софією, донькою бранденбурзького курфюрства Фрідріха-Вільгельма. Вона поділяла смаки і схильності чоловіка, внаслідок чого пишність і витрати мітавського двору лише збільшилися.

#### Колоніальна політика
Від батька Фрідріх-Казимир перейняв величезне заморське багатство: колонію на Тобаго, землі в Гамбії, а також численний курляндський флот. Однак ефективно скористатися цим спадком герцог не зміг. 
У 1684 і 1686 роках він відправив експедиції на чолі з капітаном Шеллем і маршалом Альтенбокумом для підтримання торгівлі із американською колонією на Тобаго. Обидві місії виявилася безуспішними — 1690 року останні курляндські колоністи покинули цей острів і повернулися до Європи.
Не бачачи перспектив у розвитку колоній, Фрідріх-Казимир двічі намагався продати Тобаго бранденбурзькому курфюрсту в 1687 і 1691 роках, але непомірна ціна та невирішеність питання приналежності острова, на який претендувала Англія, зірвали ці проекти. Врешті-решт, 1693 року герцог віддав знелюднену колонію англійцям.

#### Союз із Московією
24 квітня 1697 року Фрідріх-Казимир приймав у Мітаві московського царя Петра І, який інкогніто їхав до Європи. Сподіваючись на союз Курляндсько-Семигальського герцогства із Московією в боротьбі проти Швеції, герцог запропонував царю укласти міждинастичний шлюб. Петро І пообіцяв видати одну з царівн за малолітнього спадкоємця курляндського престолу Фрідріха-Вільгельма, рідного сина Фрідріха-Казимира. 
Згодом цією царівною стала Анна, небога Петра І, майбутня російська імператриця. Шлюб між нею і Фрідріхом-Вільгельмом, став фатальним для Курляндського герцогства: воно потрапило в орбіту московитів, які інтригами вижили династію Кеттлерів і через сторіччя анексували його.
22 січня 1698 року Фрідріх-Казимир помер у Міттаві. Його сину-спадкоємцеві Фрідріху-Вільгельму було лише 5 років. За законом управління герцогством мусило перейти до регентів — верховних радників.

## Титул
- 1697, травень: 

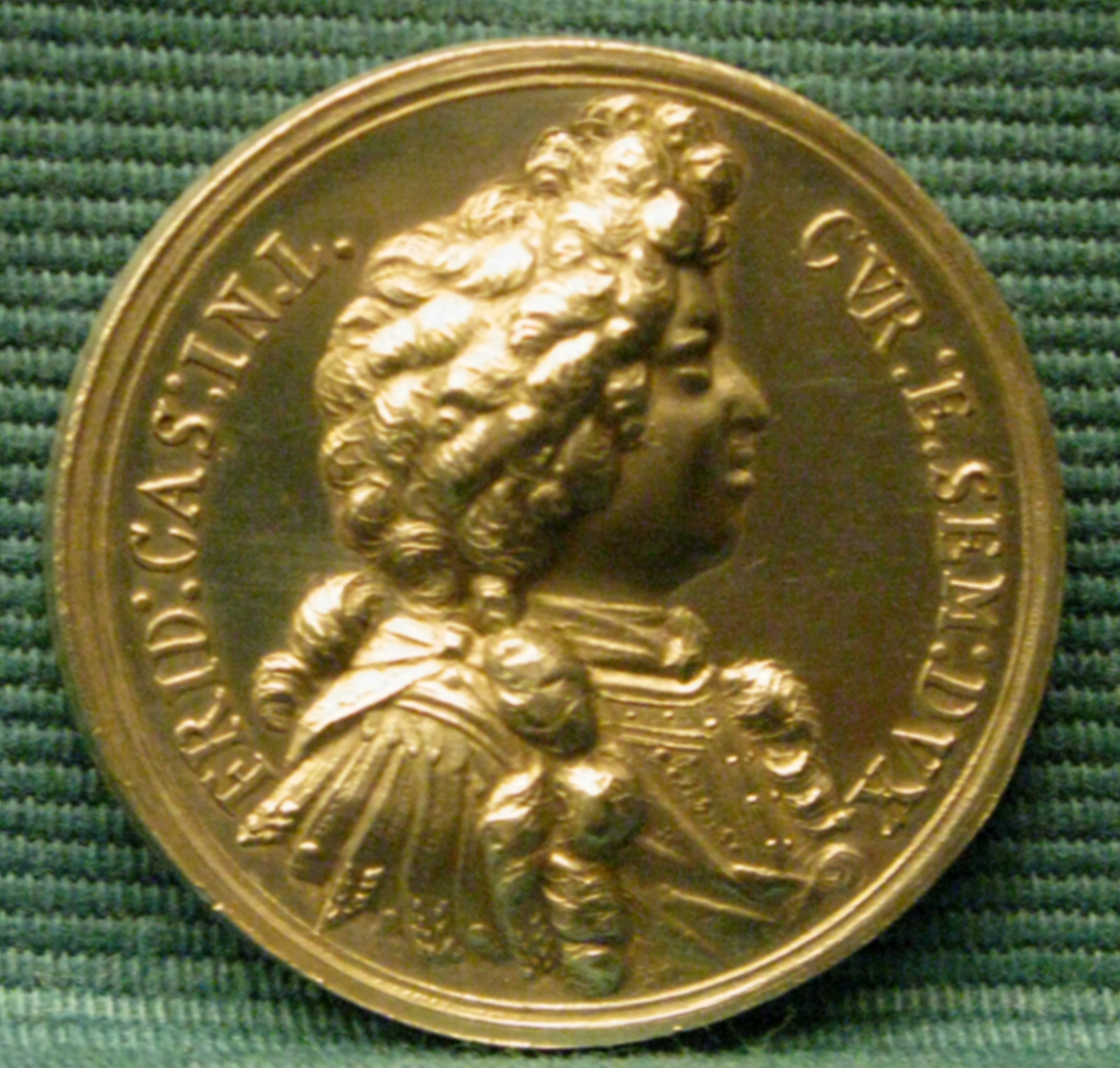
Медаль Фрідріха-Казимира

  - нім. Wir Friedrich Casimir von Gottes Gnaden in Liefland zu Curland und Semgallen Herzog[14].
  - укр. Ми, Фрідріх-Казимир, Божою милістю, герцог Курляндський і Семигальський в Лівонії.

## Сім'я
- Батько: Яків (1610—1682), герцог Курляндії і Семигалії.
- Матір: Луїза-Шарлотта Бранденбурзька (1617–1676).
- 1-а дружина (∞ 1675): Софія-Амалія Нассау-Зігенська (1650–1688)
  - Фрідріх (1682—1683), помер неповнолітнім.
  - Марія-Доротея (1684—1743) ∞ 1703: Альберт-Фрідріх фон Гогенцоллерн (1672—1731).
  - Елеонора-Шарлотта (1686—1748) ∞ 1714: Ернст-Фердинанд Бранденбург-Бевернський (1682—1746).
  - Амалія-Луїза (1687—1750) ∞ 1708: Фрідріх-Вільгельм-Адольф Нассау-Зігенський (1680—1722).
  - Христина-Софія (1688—1694), померла неповнолітньою.
- 2-а дружина (∞ 1691): Єлизавета-Софія Бранденбурзька (1674—1748).
  - Фрідріх-Вільгельм (1692—1711), герцог Курляндії і Семигалії. ∞ 1710: Анна Іванівна (1693—1740), російська імператриця.
  - Леопольд-Карл (1693—1697), помер неповнолітнім.

### Родовід
|  |                                                |  |  |  |  |  |  |  |  |  |  |  |  |  |  |  |
|  | 8. Готтгард, курляндський герцог               |  |  |  |  |  |  |  |  |  |  |  |  |  |  |  |
|  |                                                |  |  |  |  |  |  |  |  |  |  |  |  |  |  |  |
|  |                                                |  |  |  |  |  |  |  |  |  |  |  |  |  |  |  |
|  | 4. Вільгельм, курляндський герцог              |  |  |  |  |  |  |  |  |  |  |  |  |  |  |  |
|  |                                                |  |  |  |  |  |  |  |  |  |  |  |  |  |  |  |
|  |                                                |  |  |  |  |  |  |  |  |  |  |  |  |  |  |  |
|  | 9. Анна, мекленбурзька принцеса                |  |  |  |  |  |  |  |  |  |  |  |  |  |  |  |
|  |                                                |  |  |  |  |  |  |  |  |  |  |  |  |  |  |  |
|  |                                                |  |  |  |  |  |  |  |  |  |  |  |  |  |  |  |
|  | 2. Яків, курляндський герцог                   |  |  |  |  |  |  |  |  |  |  |  |  |  |  |  |
|  |                                                |  |  |  |  |  |  |  |  |  |  |  |  |  |  |  |
|  |                                                |  |  |  |  |  |  |  |  |  |  |  |  |  |  |  |
|  | 10. Альбрехт-Фрідріх, прусський герцог         |  |  |  |  |  |  |  |  |  |  |  |  |  |  |  |
|  |                                                |  |  |  |  |  |  |  |  |  |  |  |  |  |  |  |
|  |                                                |  |  |  |  |  |  |  |  |  |  |  |  |  |  |  |
|  | 5. Софія, прусська принцеса                    |  |  |  |  |  |  |  |  |  |  |  |  |  |  |  |
|  |                                                |  |  |  |  |  |  |  |  |  |  |  |  |  |  |  |
|  |                                                |  |  |  |  |  |  |  |  |  |  |  |  |  |  |  |
|  | 11. Марія-Елеонора, клевська принцеса          |  |  |  |  |  |  |  |  |  |  |  |  |  |  |  |
|  |                                                |  |  |  |  |  |  |  |  |  |  |  |  |  |  |  |
|  |                                                |  |  |  |  |  |  |  |  |  |  |  |  |  |  |  |
|  | 1. Фрідріх-Казимир, курляндський герцог        |  |  |  |  |  |  |  |  |  |  |  |  |  |  |  |
|  |                                                |  |  |  |  |  |  |  |  |  |  |  |  |  |  |  |
|  |                                                |  |  |  |  |  |  |  |  |  |  |  |  |  |  |  |
|  | 12. Йоганн-Сигізмунд, бранденбурзький маркграф |  |  |  |  |  |  |  |  |  |  |  |  |  |  |  |
|  |                                                |  |  |  |  |  |  |  |  |  |  |  |  |  |  |  |
|  |                                                |  |  |  |  |  |  |  |  |  |  |  |  |  |  |  |
|  | 6. Георг-Вільгельм, бранденбурзький маркграф   |  |  |  |  |  |  |  |  |  |  |  |  |  |  |  |
|  |                                                |  |  |  |  |  |  |  |  |  |  |  |  |  |  |  |
|  |                                                |  |  |  |  |  |  |  |  |  |  |  |  |  |  |  |
|  | 13. Анна, прусська принцеса                    |  |  |  |  |  |  |  |  |  |  |  |  |  |  |  |
|  |                                                |  |  |  |  |  |  |  |  |  |  |  |  |  |  |  |
|  |                                                |  |  |  |  |  |  |  |  |  |  |  |  |  |  |  |
|  | 3. Луїза-Шарлотта, бранденбурзька принцеса     |  |  |  |  |  |  |  |  |  |  |  |  |  |  |  |
|  |                                                |  |  |  |  |  |  |  |  |  |  |  |  |  |  |  |
|  |                                                |  |  |  |  |  |  |  |  |  |  |  |  |  |  |  |
|  | 14. Фрідріх IV, пфальцький курфюрст            |  |  |  |  |  |  |  |  |  |  |  |  |  |  |  |
|  |                                                |  |  |  |  |  |  |  |  |  |  |  |  |  |  |  |
|  |                                                |  |  |  |  |  |  |  |  |  |  |  |  |  |  |  |
|  | 7. Єлизавета-Шарлотта, пфальцька принцеса      |  |  |  |  |  |  |  |  |  |  |  |  |  |  |  |
|  |                                                |  |  |  |  |  |  |  |  |  |  |  |  |  |  |  |
|  |                                                |  |  |  |  |  |  |  |  |  |  |  |  |  |  |  |
|  | 15. Луїза-Юліанна, нассау-оранська принцеса    |  |  |  |  |  |  |  |  |  |  |  |  |  |  |  |
|  |                                                |  |  |  |  |  |  |  |  |  |  |  |  |  |  |  |
|  |                                                |  |  |  |  |  |  |  |  |  |  |  |  |  |  |  |

### Монографії
- Arbusov, L. Grundriss der Geschichte Liv-, Est- und Kurlands. Riga: Jonck und Poliewsky, 1918.
- Cruse, K. W. Curland unter den Herzögen. Mitau: Reyher, 1833, Bd. 1, S. 192—216, 326—345.
- Gebhardi, L. A. Geschichte des Herzogtums Kurland und Semgallen. Halle, 1789. S. 109—119.
- Eckert, W. Kurland unter dem Einfluss des Merkantilismus. Riga, 1927.
- Schiemann, Th. Herzog. Friedrich Wilhelm //  Baltische Monatsschrift. 1873, Bd. 22 (4)  [Архівовано 9 травня 2021 у Wayback Machine.]
- Seraphim, A. Die Geschichte Des Herzogtums Kurland: 1561—1795. Reval: F. Kluge, 1904.
- Wittram, R. Baltische Geschichte. Munich: Verlag R. Oldenbourg, 1954.
- Ziegenhorn, Christoph Georg von. Staatsrecht der Herzogthümer Curland und Semgallen. Königsberg, 1772.

### Довідники
- Schiemann, Theodor. Friedrich Kasimir Kettler // Allgemeine Deutsche Biographie. Leipzig, 1882, Band 15, S. 685–688.
- Neander, Irene. Friedrich Kasimir Kettler. // Neue Deutsche Biographie. Berlin, 1961, Band 5, S. 513 f. (Digitalisat).
- Przyboś, A. Fryderyk Kazimierz ks. kurlandski (1650-1698) // Polski Słownik Biograficzny. Kraków, 1958, T. 7, s. 165—166.  [Архівовано 9 серпня 2020 у Wayback Machine.]